# 尚泰王
尚 泰王（しょう たいおう、1843年8月3日〈道光23年7月8日〉- 1901年〈明治34年〉8月19日）は、第二尚氏王統第19代にして最後の琉球国王（在位:1848年6月8日 - 1872年10月16日）、後に日本の華族として琉球藩王（在位:1872年10月16日 - 1879年4月4日）、侯爵。童名は思次良金。父は、第18代国王尚育王。

## 生涯

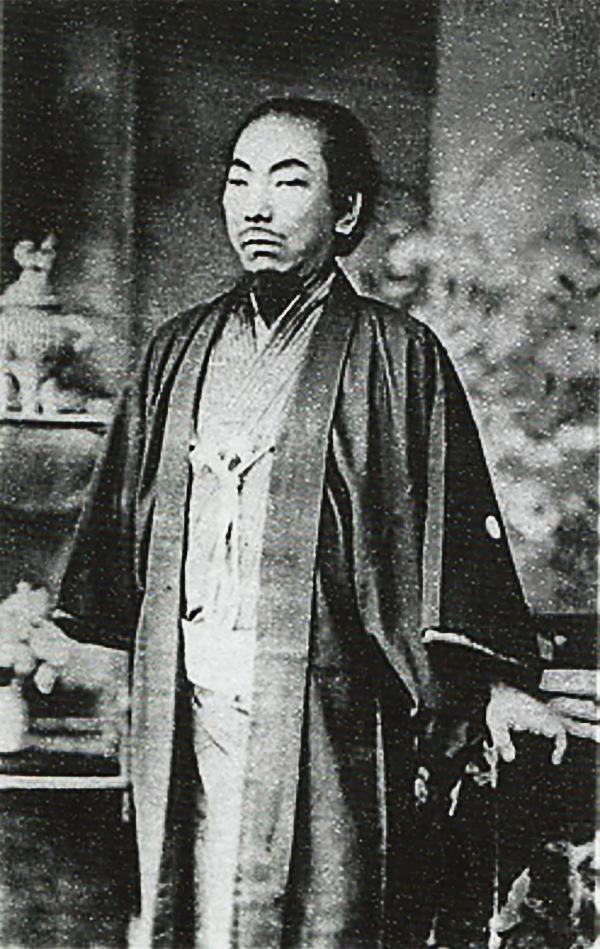
尚泰王（19世紀）

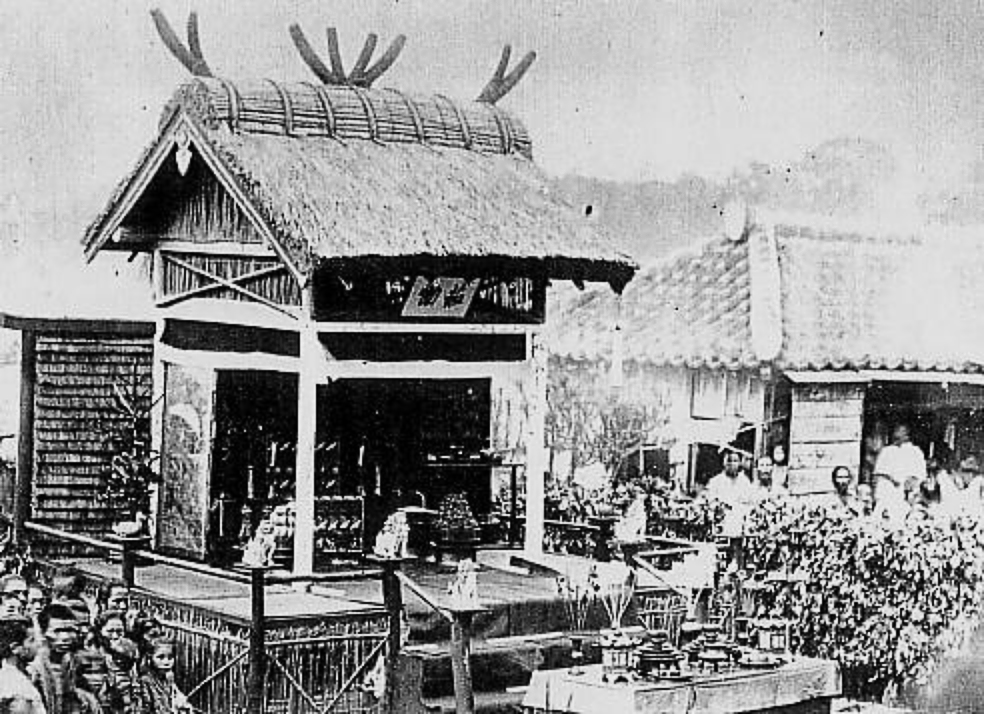
尚泰侯の葬儀

1848年6月8日（道光28年5月8日）にわずか4歳（数え年では6歳）にして即位した。
1853年（咸豊3年）にはペリーが琉球に来航し、翌1854年に琉米修好条約を締結した。さらに、1855年には琉仏修好条約、1859年には琉蘭修好条約を結んだ。
元来、琉球は薩摩藩の附庸国かつ清の朝貢国として一定の独自性を保っていたが、他府県の廃藩置県も済んだ翌年の1872年（同治11年、明治5年）に、日本は琉球国王尚泰を琉球藩王に封じて華族とし、東京に藩邸を与えた。そうして1879年（光緒5年、明治12年）の琉球処分により琉球藩に沖縄県が設置されると、藩王の地位は無くなり居城の首里城も出ることとなり、琉球藩は消滅した。尚泰たちは琉球王家の屋敷の一つ中城御殿に移ったが、明治政府より東京移住を命令され、華族として東京へ居を移した。次男の尚寅、四男の尚順は後に沖縄に帰ってきている。
のち華族令の発令に伴って、1885年（明治18年）5月2日、尚泰は侯爵となった。帝国議会の開設に伴い1890年（明治23年）2月、貴族院侯爵議員に就任。1901年（明治34年）に急性腸カタルのため59歳で没。墓所は那覇市の琉球王家の陵墓・玉陵（たまうどぅん）。なお、尚家は現在も存続している。
「命どぅ宝」は尚泰王の言葉といわれているが、実際は後年に創作された演劇中の台詞である。

## 栄典
- 1879年（明治12年）6月17日 - 従三位[4]
- 1885年（明治18年）5月2日 - 侯爵[1]
- 1887年（明治20年）12月26日 - 正三位[5]
- 1892年（明治25年）7月5日 - 従二位[6]
- 1897年（明治30年）7月2日 - 正二位[7]
- 1901年（明治34年）8月19日 - 従一位[8]

## 冊封使（1866年）
- 正使：趙新（右春坊右賛善）
- 副使：于光甲（内閣中書舎人）

## 家族
- 父：尚育王
- 母：向元貞（尚育王妃・佐敷按司加那志）
- 妃：章賢室・佐敷按司加那志（童名は思戸金）
- 夫人
  - 真鶴金・松川按司（父は毛其昌・美里親方安綱）
  - 真鶴金・平良按司（父は高宮城親方朝功）
- 妻
  - 山本テウ
  - 片山テイ
  - 松本コウ
  - 田中コウ
  - 神田ナツ
  - 田中ハナ
- 子女
  - 長男：尚典、中城王子朝弘
  - 次男：尚寅、宜野湾王子朝広（宜野湾御殿一世）
  - 三男：尚興（享年2、母は松川）
  - 四男：尚順、松山王子（松山御殿一世）
  - 五男：尚秀（1889年 - ?、最初、美鳩御殿（みはとうどぅん）の敬称あり[9]。後、玉城御殿の養子となり玉城尚秀を名乗る。）
  - 六男：尚光
  - 七男：尚時
  - 長女：真鶴金・津嘉山翁主（護得久朝惟に嫁ぐ）
  - 次女：真鍋樽・安室翁主
  - 三女：牧志翁主
  - 四女：嘉手苅翁主
  - 五女：政子（漢那憲和に嫁ぐ）
  - 六女：八重子（東逸泉に嫁ぐ）
  - 七女：千代子
  - 八女：君子
  - 九女：小夜子
  - 十女：鈴子
  - 十一女：貞子

## 伝記
- 川畑恵『尚泰　最後の琉球王』山川出版社〈日本史リブレット人〉、2019年